# 36888 Шкрабал
36888 Шкрабал (36888 Škrabal) — астероїд головного поясу, відкритий 29 вересня 2000 року.
Тіссеранів параметр щодо Юпітера — 3,697.